# Twaalf Hofrangen (Japan)
De Twaalf Hofrangen (Japans: 冠位十二階, Kan'i Jūnikai) werd ingevoerd in 603 ten tijde van de Asukaperiode in Japan en werd in 647 opnieuw gewijzigd. Het was een rangensysteem met uiterlijke kenmerken. De ambtenaren droegen zijden mutsen die waren versierd met goud en zilver, en een veer die de rang van de ambtenaar aangaf.
Het was een variatie op de Negen Hofrangen in het Chinese Sui-dynastie. Het systeem was gebaseerd op de Zes Deugden van het Confucianisme, Ren, Xiao, Yi, Li, Chung en Shu, in een hoger en een lager niveau.
De rangschikking van de 12 klassen (zes klassen, elk met een hoger en een lager niveau) werd onderscheiden door de kleur van het hoofddeksel.
1. 大徳 Daitoku (donker violet)
2. 小徳 Shōtoku (licht violet)
3. 大仁 Dainin (donker blauw)
4. 小仁 Shōnin (licht blauw)
5. 大礼 Dairai (donker rood)
6. 小礼 Shōrai (licht rood)
7. 大信 Daishin (donker geel)
8. 小信 Shōshin (licht geel)
9. 大義 Daigi (donker wit)
10. 小義 Shōgi (licht wit)
11. 大智 Daichi (donker zwart)
12. 小智 Shōchi (licht zwart)